# ماكسيم كازاكوف (لاعب كرة قدم)
ماكسيم كازاكوف (بالأوكرانية: Казаков Максим Ігорович) هو لاعب كرة قدم أوكراني في مركز الوسط، ولد في 6 فبراير 1996 في كييف في أوكرانيا. لعب مع دينامو كييف.

## وصلات خارجية
- ماكسيم كازاكوف (لاعب كرة قدم) على موقع اتحاد أوكرانيا (الإنجليزية)
- ماكسيم كازاكوف (لاعب كرة قدم) على موقع قاعدة بيانات كرة القدم.إي يو (الإنجليزية)
- ماكسيم كازاكوف (لاعب كرة قدم) على موقع Soccerway.com (الإنجليزية)
- ماكسيم كازاكوف (لاعب كرة قدم) على موقع عالم كرة القدم.نت (الإنجليزية)